# Даниловка (Харьковская область)
Даниловка (укр. Данилівка) — село в Подоловском сельском совете, Изюмский район (до административной реформы 2020 года - Барвенковский район), Харьковская область.
Код КОАТУУ — 6320485504. Население по переписи 2001 г. составляет 18 (12/6 м/ж) человек.

## Географическое положение
Село Даниловка находится на левом берегу реки Сухой Торец, на противоположном берегу сёла Благодатное и Подоловка.
В 4-х км находится железнодорожная станция Языково.

## История
- 1812 — дата основания села.[источник не указан 1058 дней]
- Ранее село входило в состав Даниловской волости Изюмского уезда и было родовым имением харьковской ветви дворян Данилевских, от которых получила название.

## Экономика
- В селе есть молочно-товарная ферма.

## Известные люди
- Данилевский Григорий Петрович — известный русский писатель, автор исторических романов, родился в 1829 г. в селе Даниловка.

## Достопримечательности
- Ботанический заказник местного значения «Даниловский». Площадь 20,5 га. Размещен рядом с селом Даниловка. Хорошо сохранившиеся участки настоящих степей и засолённых сухих лугов с редкими для флоры Украины и Харьковщины видами и растительными группировками[1].